# Velvěty
Velvěty (německy Welboth) jsou malá vesnice, část obce Rtyně nad Bílinou v okrese Teplice. Nachází se asi 1 km na západ od Rtyně nad Bílinou. Prochází tudy železniční trať Ústí nad Labem – Bílina. V roce 2009 zde bylo evidováno 40 adres. V roce 2011 zde trvale žilo 140 obyvatel.
Velvěty je také název katastrálního území o rozloze 3,57 km². V katastrálním území Velvěty leží i Kozlíky a Sezemice.

## Historie
Severovýchodně od vesnice bývaly pískovny, ve kterých byla koncem devatenáctého století odkryta raně středověká pohřebiště z konce devátého až desátého století a další dvě z desátého až dvanáctého století.
Nejstarší písemná zmínka pochází z roku 1333.
Od roku 1333 zde stával mlýn, časem rozšířený o zemědělské hospodářství. Roku 1872 zde a.s. Cukrovar Teplický uvedla do provozu cukrovar, který v roce 1913 prodala Severočeské cukerní společnosti s r. o. Činnost cukrovaru ukončila v roce 1931 hospodářská krize.
Po záboru českého pohraničí byly zdejší objekty přestavěny na muniční továrnu. V roce 1942 zde zahájila firma „Fabrik zur Verwertung Chemischer Erzeugnisse Hertine GmbH“, dceřiná společnost koncernu „Dynamit Nobel AG“ muniční výrobu. Výrobní program zahrnoval výrobu leteckých bomb, nášlapných min a později plnění hlavic raket V-2 výbušninou. Plnění hlavic raket probíhalo od května 1944 do března 1945 v počtu do 100 kusů denně. V továrně pracovali vězni z místní pobočky KT Flossenbürg, nuceně nasazení občané a váleční zajatci (zajatecký tábor Stalag IV-C). V době největšího provozu v továrně pracovaly asi dva tisíce lidí.
Po osvobození sovětskou armádou (8. 5. 1945 vojsky 1. ukrajinského frontu) byl areál závodu využit jako odsunové středisko pro sudetské Němce. V červnu a červenci 1945 bylo v areálu továrny popraveno a pohřbeno asi 80 členů SS zatčených na Teplicku.
Na podzim 1945 byla vojenskou správou v menším rozsahu obnovena muniční výroba (Vojenská továrna 3 Velvěty; dokumenty jsou uloženy ve Vojenském historickém archivu, číslo fondu/sbírky 3369, datace 1946 - 1953). Ke dni 20. 9. 1945 bylo v továrně cca 1 500 tun munice.
Objekt byl roku 1952 převeden z rezortu ministerstva obrany do rezortu ministerstva strojírenství a v roce 1957 jej převzala ústecká Spolchemie. Zbrojní výroba byla ukončena a zahájena výroba průmyslové chemie, pryskyřic a laminátů. V té době zde pracovaly asi tři stovky lidí.
V šedesátých letech 20. století byla zahájena výroba aerosolů, později byly vybudovány nové chemické provozy a výrobní program závodu byl dále rozšiřován. Ve velvětském závodě se vyráběla bílá barva pro značení komunikací, organické peroxidy, textilní pomocné přípravky, superplastifikátory betonu, dispergátory barviv, polotovary pro mycí a čisticí přípravky a další chemické produkty. 
Na podzim 1993 byla chemická část výroby oddělena a převedena do společnosti ENASPOL, spol. s r.o. (IČO 49099051). Tato společnost byla později transformována na Enaspol a.s. (IČO 25006339) a v roce 2000 privatizována. Vyčlenění chemické části výroby z původní divize otevřelo cestu pro založení společnosti Lybar.

## Obyvatelstvo
|                                                                            | 1869 | 1880 | 1890 | 1900 | 1910 | 1921 | 1930 | 1950 | 1961 | 1970 | 1980 | 1991 | 2001 | 2011 |
| -------------------------------------------------------------------------- | ---- | ---- | ---- | ---- | ---- | ---- | ---- | ---- | ---- | ---- | ---- | ---- | ---- | ---- |
| Obyvatelé                                                                  | 252  | 382  | 344  | 423  | 525  | 494  | 480  | 563  | 255  | 282  | 281  | 206  | 192  | 140  |
| Domy                                                                       | 32   | 41   | 44   | 47   | 53   | 54   | 64   | 68   | .    | 51   | 53   | 52   | 53   | 27   |
| Počet domů z roku 1961 je zahrnut v domech místní části Rtyně nad Bílinou. |      |      |      |      |      |      |      |      |      |      |      |      |      |      |

## Pamětihodnosti
- Silniční most přes Bílinu
- Zemědělský dvůr